# Drosophila cordata
Drosophila cordata este o specie de muște din genul Drosophila, familia Drosophilidae, descrisă de Sturtevant în anul 1942.
Este endemică în Guatemala. Conform Catalogue of Life specia Drosophila cordata nu are subspecii cunoscute.